# RIM-174 Standard ERAM
Le RIM-174 Standard ERAM (Extended Range Active Missile), ou SM-6 (Standard Missile 6), est un missile sol-air en cours de production pour l'US Navy. Il a été conçu à des fins de lutte antiaérienne à longue portée (Extended Range Anti-Air Warfare - ER-AAW), pouvant apporter une protection contre les hélicoptères, les avions, les drones ainsi que les missiles antinavires, que ce soit au-dessus de la mer ou au-dessus des terres. Une capacité antinavire a également été démontrée, en 2016 avec un record de distance de tir à plus de 400 km le 21 avril 2021.

## Généralités
Le missile utilise la structure de l'ancien SM-2ER Block IV (RIM-156A),, en remplaçant le radar semi-actif de ce dernier par le radar actif de l'AIM-120C AMRAAM. Cette solution technique améliore les capacités du missile Standard, contre les cibles à haute mobilité et celles qui sont au-delà de la portée visuelle des radars de contrôle de tir des navires porteurs du système. La capacité opérationnelle initiale était prévue pour l'année 2013 et fut atteinte avec succès le 27 novembre de cette année, lorsque quelques missiles furent embarqués à bord de l'USS Kidd, à San Diego, en Californie.
Pour autant, le SM-6 n'est pas destiné à remplacer définitivement la série des SM-2, qui continueront plutôt leur service en parallèle avec leur descendance. Le SM-6 est en fait surtout destiné à étendre le domaine de tir des navires porteurs, tandis qu'il améliore grandement leur puissance de feu.

## Historique
Raytheon signa un contrat en 2004 pour développer ce missile pour l'US Navy, après l'abandon d'une version Block IVA du RIM-67 (RIM-156B). Le développement commença en 2005, suivi par des tests en 2007. Sa désignation officielle « RIM-174A » lui fut donnée en février 2008, suivie d'une autorisation de production à faible cadence en 2009. Cette production, démarrée en septembre 2009, faisait suite à l'obtention d'un contrat de 93 millions $US, concernant la production de 19 missiles, de pièces détachées pour leur entretien, de conteneurs de lancement, et d'une livraison des premiers exemplaires pour 2011, afin de procéder à des tests de développement. Le premier missile fut bien livré en 2011, au mois de mars, et l'autorisation de production en série à grande échelle fut accordée en mai 2013, avec une livraison prévue de ces missiles pour avril 2015. Cette autorisation de production avait été retardée d'un an, à la suite d'une décision de 2012 du sous-secrétaire à la politique de Défense James N. Miller, après de nombreux échecs consécutifs aux tests de développement, puis aux tests opérationnels effectués en juin 2011. En effet, lors de ces derniers, le missile eut cinq échecs sur douze tirs, essentiellement causés par l'autodirecteur radar hérité de l'AMRAAM.
En 2013, le programme prévoyait la fabrication de 1 200 missiles, pour un coût total de 6 167,8 millions $US, dépassant de 301,2 millions $US les prévisions effectuées en 2004. Le 3 octobre 2013, Raytheon signa un contrat avec l'US Navy, pour la fabrication de 89 missiles SM-6 Block I, leurs pièces détachées, leurs conteneurs et les services liés.
Lors d'une série d'exercices, effectués du 18 au 20 juin 2014, le destroyer USS John Paul Jones (DDG-53) tira quatre missiles SM-6. Une partie de l'exercice, désignée « NIFC-CA AS-02A », donna lieu au plus long engagement sol-air de toute l'histoire navale américaine. Cependant, la distance exacte parcourue par le missile pour son interception n'a pas été divulguée. Elle devrait être voisine ou légèrement supérieure aux 240 km habituellement annoncés.
Le 14 août 2014, un SM-6 a été testé avec succès contre un missile de croisière-cible, volant à basse altitude et à vitesse subsonique au-dessus des terres. Un des éléments clés du test était la vérification de ses capacités à discerner une cible lente de petites dimensions parmi le terrain environnant. En mai 2015, plus de 180 SM-6 ont été livrés sur 1 800 commandés à cette date.
Le 18 janvier 2016, un SM-6 modifié a coulé la frégate USS Reuben James (FFG-57) de la classe Oliver Hazard Perry, retirée du service, démontrant une capacité de frappe antinavire à plus de 200 milles marins (370 km). Un record de distance de tir à plus de 400 km sans le guidage du bâtiment lanceur grâce à un réseau de drones est établi le 21 avril 2021.
Cette capacité antinavire fait de ce missile l'une des principales armes surface-surface de la marine américaine.
La version SM-6 Block IB est, début 2021, prévue pour être testée à partir de fin 2021 pour une entrée en service en 2023. Avec un nouveau booster, il doit atteindre la vitesse de Mach 5 pour contrer les planeurs et les missiles de croisière hypersoniques ainsi que contre les missiles balistiques aérolargables. Le premier test réel est prévu à la fin de l’année pour une mise en service escomptée en 2023.
En novembre 2020, l'United States Army annonce qu'elle s'équipera de SM-6 et de missiles de croisière Tomahawk lancés depuis des batteries à terre à partir de 2023/2024.
La première utilisation officielle au combat du SM-6 à lieu le 30 janvier 2024 durant la crise de la mer Rouge  lorsque l'USS Carney (DDG-64) intercepte et détruit un missile balistique antinavire tiré par les rebelles houthis dans le golfe d'Aden le 30 janvier 2024.
En 2024, une version aéroportée est en cours de développement (XAIM-174B, le X  pour expérimental).

## Caractéristiques

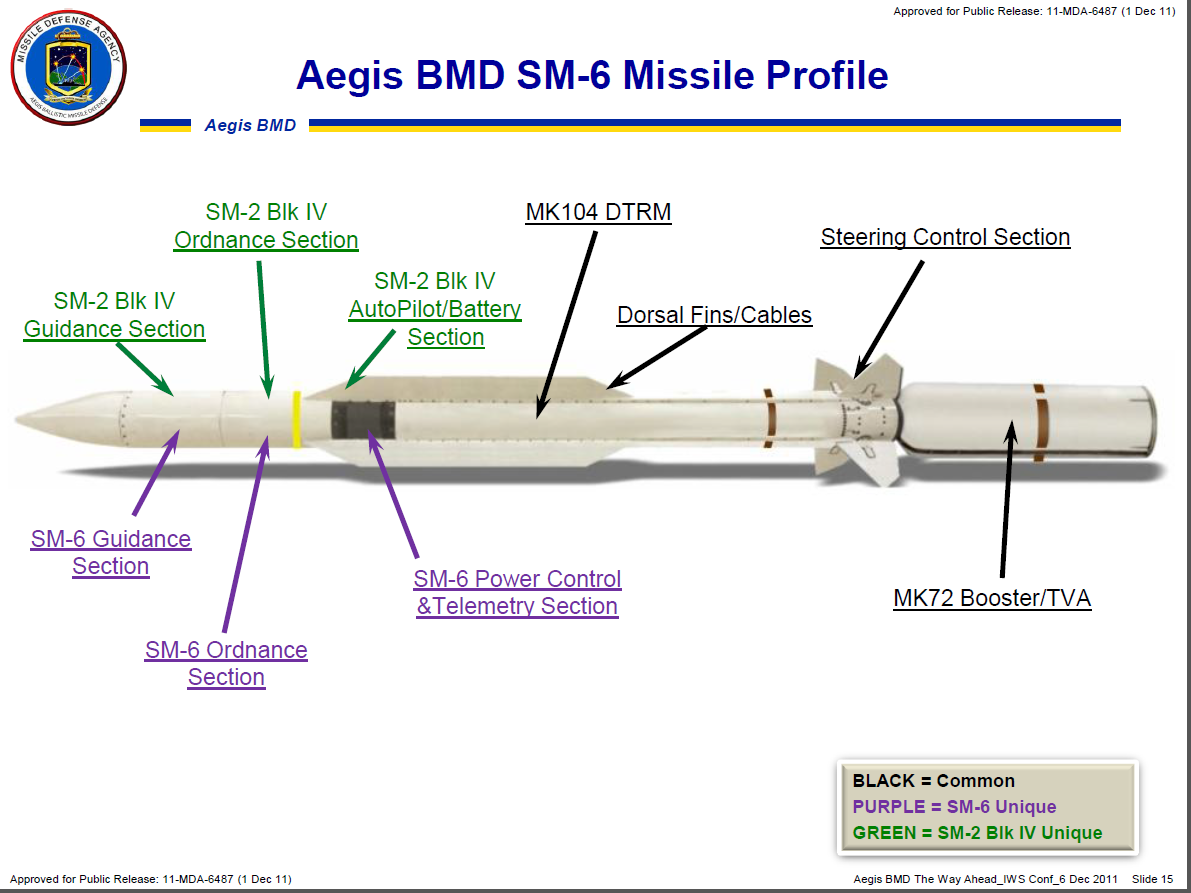
Profil du SM-6.

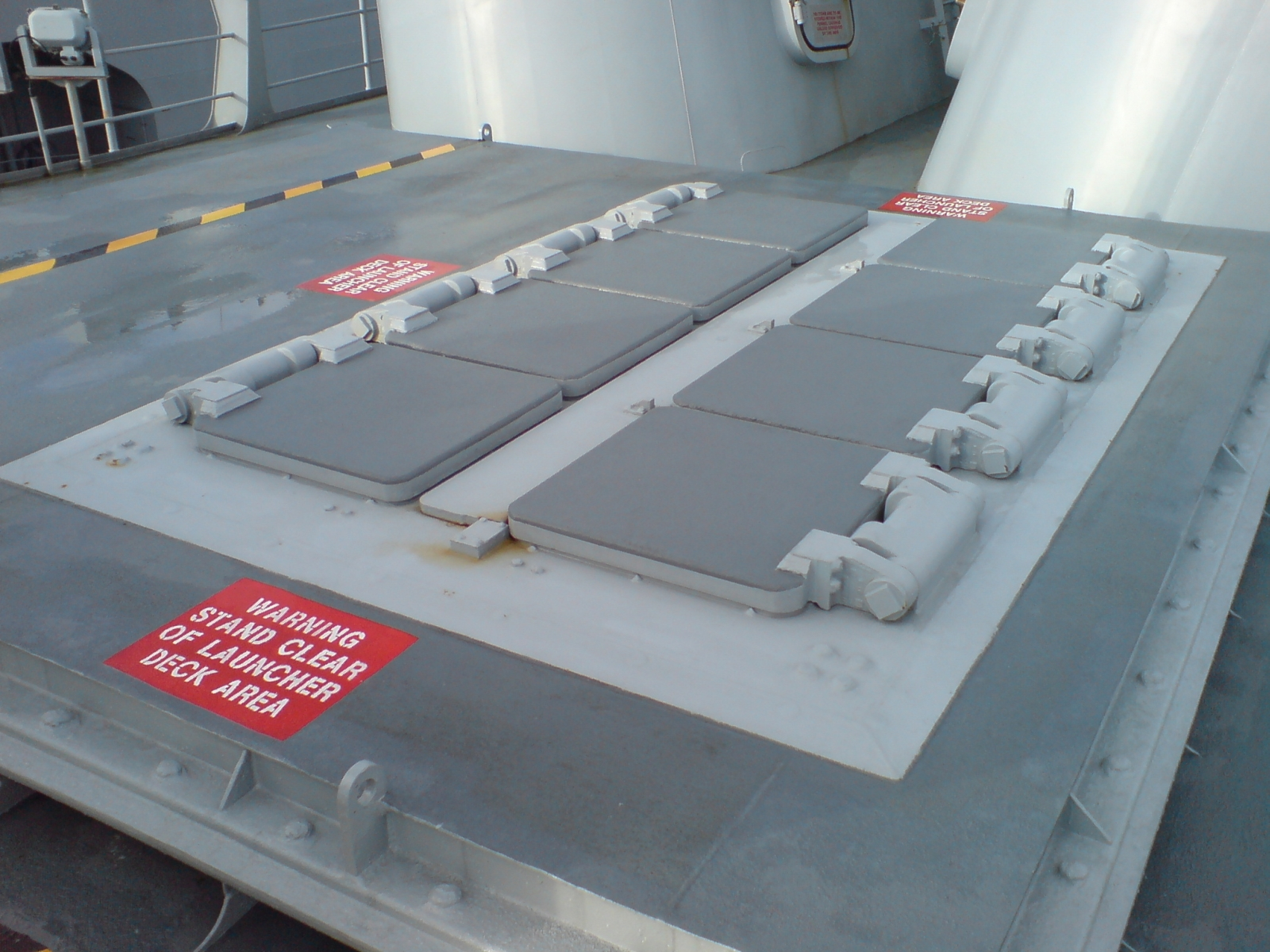
Le système de lancement vertical Mark 41, de la frégate HMNZS Te Kaha, de la marine néo-zélandaise. Ces silos sont également employés par tous les autres missiles de la série Standard, ainsi que les Tomahawk, Sea Sparrow et autres.

Le Standard ERAM est un missile à deux étages, assez similaire en apparence au missile RIM-156A. Le premier étage, plus large, est destiné à accélérer rapidement le missile à son lancement (booster), tandis que le second assure son vol de croisière. Le radar employé pour son guidage est une version agrandie et adaptée de celui qui équipe à l'origine le missile air-air AIM-120C AMRAAM (34,3 cm contre 17,8 cm sur l'AMRAAM).
Comparé aux autres systèmes de la série SM-2, le SM-6 offre une portée étendue, étant essentiellement capable d'atteindre des cibles volant à très haute altitude ou des missiles antinavires croisant au ras des flots. Il peut distinguer les cibles grâce à son autodirecteur à double mode de fonctionnement, avec un comportement semi-actif se basant sur le radar d'un navire pour éclairer la cible, puis un comportement actif permettant au missile d'accrocher et de verrouiller la cible par ses propres moyens, lors d'une phase d'attaque finale par exemple. Ce capteur actif possède la capacité à détecter un missile de croisière terrestre volant à basse altitude au-dessus de n'importe quel terrain, même derrière une montagne. Le missile est constitué avec les éléments aérodynamiques du SM-2, le booster du SM-3 et l'extrémité avant dérivée de celle de l'AMRAAM.
Le missile peut être employé selon plusieurs modes différents :
- Guidage inertiel pendant le vol de croisière jusqu'à la cible, avec acquisition de cette dernière grâce au radar actif, lors de la phase d'attaque terminale,
- Guidage par radar semi-actif pendant toute la durée du vol du missile
- Tir au-delà de l'horizon (BVR : Beyond Visual Range), en utilisant des capacités d'engagement en coopération (Cooperative Engagement Capability)[6], notamment grâce à des radars embarqués sur aéronefs ou sur hélicoptères.

Le missile est également capable de fournir une défense de dernier recours contre les missiles balistiques, en complément du missile SM-3 (RIM-161).
Le Standard ERAM, contrairement aux autres missiles de la famille Standard, peut être contrôlé périodiquement sans être sorti de son silo de lancement vertical (VLS : Vertical Launch System), le Mark 41.

## Utilisateurs prévus
- États-Unis : 
  - United States Navy
  - United States Army (à partir de 2023/2024)
- Australie : Royal Australian Navy[24]
- Japon : Force maritime d'autodéfense japonaise[25]
- Corée du Sud : Marine de la République de Corée[26]